# یاسمینا عزیز
یاسمینا عزیز (انگلیسی: Yasmina Aziez؛ زاده ۲۳ ژانویه ۱۹۹۱) یک تکواندوکار فرانسوی است.
او در وزن ۴۹ کیلوگرم زنان، نماینده فرانسه در بازی‌های المپیک تابستانی ۲۰۱۶ در ریودوژانیرو بود. در همین وزن، در مسابقات قهرمانی تکواندو جهانی ۲۰۰۹ در کپنهاگ به مدال برنز دست یافت.